# 筒井宏樹
筒井 宏樹（つつい ひろき、1978年10月23日 - ）は三重県出身の日本の柔道家。100kg級の選手。身長は189cm。

## 経歴
稲生高校から天理大学へ進学すると、3年の時には優勝大会と体重別団体で3位になった。4年の時には優勝大会と体重別団体及び正力杯90kg級でそれぞれ3位になった。オーストリア国際では2位だった
2001年には平成管財の所属となると、2002年の日本国際柔道大会では5位だったが、講道館杯では決勝で明治大学2年の泉浩を破って優勝を飾った。その後階級を100kg級に上げると、2003年の実業個人選手権では決勝で日本道路公団の深川幸太郎を破って優勝した。2005年には実業個人選手権の決勝で綜合警備保障の近野貞治を破って2年ぶり2度目の優勝を果たした。引退後は天理大学附属博物館の職員となった。2009年には天理大学女子柔道部の監督にも就任した。

## 主な戦績
90kg級での戦績
- 1999年　- 優勝大会　3位
- 1999年　- 体重別団体　3位
- 2000年　- 優勝大会　3位
- 2000年　- 正力杯　3位
- 2000年　- 体重別団体　3位
- 2001年　- オーストリア国際　2位
- 2002年　- 日本国際柔道大会　5位
- 2002年　- マルセイユ国際　3位
- 2002年　- 講道館杯　優勝

100kg級での戦績
- 2003年　- 実業個人選手権　優勝
- 2005年　- 実業個人選手権　優勝

(出典、JudoInside.com)